# サザエさんの新婚家庭
『サザエさんの新婚家庭』（さざえさんのスイートホーム）は、1959年8月23日に公開された日本映画。製作、配給は東宝。カラー、東宝スコープ。

## 概要
シリーズ第6作目。今回は、サザエとマスオの新婚生活を描く。本作からマスオの妹のタイコが登場する。

## ストーリー
念願かなってマスオと結婚したサザエ。二人は磯野家に同居することとなったが、二人で楽しもうと買ったテレビは、カツオやワカメや近所の人たちが押しかけて、二人は見ることが出来ず、マスオの母が贈ったお菓子はカツオとワカメに横取られ、二人で映画を見ようと抜け出せば、カツオとワカメに見つかり、もうメチャクチャ。さらにマスオの妹タイ子が「カツオとワカメの面倒は私が見る」からとキャンプに誘うが、金や缶詰は学生にたかられ、しまいにはカツオにカエルでいたずらされる有様。
そんなこんなで帰宅すると、母・舟が入院、サザエは家事一切を任せられて大変、さらにマスオの上司・蛭田課長に社宅のことを頼みに行くと、課長を「ますらを派出夫(はしゅつふ)」と間違えて大失敗。さてその頃、マスオは会社の同僚に、未亡人・鮎子の就職の世話を頼まれる。そうとは知らぬサザエは、帰宅が遅くなったりバーのマッチを持って帰るマスオを怪しみ、尾行すると、若い女性（実は鮎子）と一緒になっているマスオを目撃。浮気と勘違いしたサザエは離婚を決意し、仲人の山中老人に報告しようとするが、山中家でもケンカの真っ最中、サザエはケンカのつまらなさを悟る。やがてマスオは秘書課長に昇進、さらに社宅が当たった。今度こそ二人だけの新婚家庭を設計すべく、サザエとマスオは社宅へ引っ越した。

## スタッフ
- 監督：青柳信雄
- 製作：杉原貞雄
- 原作：長谷川町子
- 脚本：笠原良三、蓮池義雄
- 音楽：神津善行
- 撮影：完倉泰一
- 美術監督：北猛夫
- 録音：三上長七郎
- 照明：森弘充
- 整音：下永尚

## キャスト
- フグ田サザエ：江利チエミ
- フグ田：小泉博
- 父親（波平）：藤原釜足
- 母親（舟）：清川虹子
- 磯野カツオ：白田肇
- 磯野ワカメ：猿若久美恵
- 花村むつみ：雪村いづみ
- フグ田タイ子（マスオの妹）：白川由美
- 山中老人：柳家金語楼
- その妻 歌子：森川信
- 辰野：江原達怡
- 鈴木：加藤春哉
- 富岡：伊藤久哉
- 悦子：安西郷子
- 蛭田：沢村いき雄
- 蛭田夫人：藤間紫
- 鮎子：北川町子
- 鯖江：八波むと志
- 梶本：逗子とんぼ
- 草谷：藤村有弘
- 名胡夫人：一の宮あつ子
- タカシ：大沢健三郎
- 病院の主治医：丘寵児
- メートル調べの男：平凡太郎
- 巡査：谷村昌彦

## 同時上映
「アイ・ラブ・ユウ」
- 監督：古澤憲吾、主演：瀬木俊一